# Paul Charpentier
Paul Charpentier (Ciudad Autónoma de Buenos Aires, Argentina, 1 de mayo de 2000) es un futbolista argentino que se desempeña como delantero. Actualmente juega en Tembetary de la Primera División de Paraguay.

## Estadísticas
Actualizado al 11 de octubre de 2022

| Nueva Chicago Argentina | 2.ª                 | 2016-17             | 5  | 1  | 0 | 0 | — | — | 5  | 1  |
| Nueva Chicago Argentina | 2.ª                 | 2017-18             | 1  | 0  | 0 | 0 | — | — | 1  | 0  |
| Nueva Chicago Argentina | 2.ª                 | 2018-19             | 0  | 0  | 0 | 0 | — | — | 0  | 0  |
| Nueva Chicago Argentina | Total               | Total               | 6  | 1  | 0 | 0 | 0 | 0 | 6  | 1  |
| Sacachispas Argentina | 2.ª                 | 2022                | 2  | 0  | 0 | 0 | — | — | 2  | 0  |
| Sacachispas Argentina | Total               | Total               | 2  | 0  | 0 | 0 | 0 | 0 | 2  | 0  |
| Nueva Chicago Argentina | 2.ª                 | 2020                | 1  | 0  | 0 | 0 | — | — | 1  | 0  |
| Nueva Chicago Argentina | 2.ª                 | 2021                | 20 | 2  | 0 | 0 | — | — | 20 | 2  |
| Nueva Chicago Argentina | 2.ª                 | 2022                | 29 | 5  | 0 | 0 | — | — | 29 | 5  |
| Nueva Chicago Argentina | Total               | Total               | 50 | 7  | 0 | 0 | 0 | 0 | 50 | 7  |
| Sportivo Luqueño Paraguay |                     | 2023                | 25 | 6  | 0 | 0 | 1 | 0 | 26 | 6  |
| Total en su carrera | Total en su carrera | Total en su carrera | 84 | 14 | 0 | 0 | 0 | 0 | 84 | 14 |
| (1) La copa nacional se refiere a la Copa Argentina y Supercopa Argentina . (2) La copa internacional se refiere a la Copa Sudamericana, Recopa Sudamericana, Copa Libertadores y Copa Suruga Bank. |                     |                     |    |    |   |   |   |   |    |    |